# Los Andes (provincie van Chili)
Los Andes is een provincie van Chili in de regio Valparaíso. De provincie telde 110.602 inwoners in 2017 en heeft een oppervlakte van 3054 km². Hoofdstad is Los Andes.

## Gemeenten
Los Andes is verdeeld in vier gemeenten:
- Calle Larga
- Los Andes
- Rinconada
- San Esteban